# Actinochaeta nigriventris
Actinochaeta nigriventris är en tvåvingeart som först beskrevs av Townsend 1934.  Actinochaeta nigriventris ingår i släktet Actinochaeta och familjen parasitflugor. Inga underarter finns listade i Catalogue of Life.